# Travers Twiss
Travers Twiss, nacido el 19 de marzo de 1809 en Londres, muerto el 14 de enero de 1897, en Londres, fue un abogado británico.
Twiss fue elegido en 1838 miembro de la Royal Society. Fue profesor de economía en la Universidad de Oxford desde 1842 hasta 1847, enseñó derecho internacional en el King's College de Londres de 1852 a 1855 y luego en derecho civil en Oxford. Además, ejerció como abogado, con una extensa práctica en tribunales eclesiásticos, entre otros fue vicario general del arzobispo de Canterbury en 1852, Canciller de la diócesis de Londres en 1858 y Abogado General de la Reina en 1867, y fue nombrado caballero el mismo año. Por motivos familiares, dejó todas sus tareas en 1872 y se dedicó a trabajos científicos, especialmente a estudios de derecho. Paralelamente, ostentó la Vicepresidencia de  L’institut de droit internationel (nombrado en 1872) y de la Association for the reform and codification of the law of nations (nombrado en 1873).
A petición del rey Leopoldo II de Bélgica Twiss participó en 1884 en la Constitución del Estado Libre del Congo y como miembro de la delegación de Gran Bretaña en la Conferencia del Congo de Berlín 1884-1885.
Hizo una edición del Libro Negro del Almirantazgo (Black Book of the Admiralty) basada en un manuscrito de mediados del siglo XV.